# Hyposmocoma chilonella
Hyposmocoma centralis — вид моли эндемичного гавайского рода Hyposmocoma.

## Распространение
Обитает на островах Кауаи, Оаху, Мауи, Молокаи и Гавайи.

## Личиночная стадия
Различают 4 подвида H. chilonella, которые отличаются ареалом и предпочтением деревьев, на которых кормятся гусеницы. Гусеницы номинативного подвида беловатого цвета, живут на Acacia koa, Aleurites moluccana, Cheirodendron gaudichaudii, Coprosma foliosa и других видах Coprosma, Metrosideros, Pipturus, Rubus hawaiiensis и Smilax sandwicensis. Они питаются мертвой древесиной и сердцевиной. Гусеницы подвида percondita, видимо, также питаются мертвой древесиной. Подвид triocellata был найден в древесине Cheirodendron, Hibiscus, Pipturus, Pittosporum, Rubus hawaiiensis и Wikstroemia. Наконец, гусеницы подвида venosa встречаются в мёртвой древесине Wikstroemia.

## Подвиды
4 подвида:
- Hyposmocoma chilonella chilonella Walsingham, 1907 (Кауаи, Оаху, Мауи, Гавайи)
- Hyposmocoma chilonella percondita Walsingham, 1907 (Кауаи, Гавайи)
- Hyposmocoma chilonella triocellata Walsingham, 1907 (Кауаи, Оаху, Молокаи, Гавайи)
- Hyposmocoma chilonella venosa Walsingham, 1907 (Кауаи, Молокаи, Гавайи)